# Eventi letterari Monte Verità
Die Eventi letterari Monte Verità sind ein Literaturfestival, das in der Woche vor Ostern auf dem Monte Verità im schweizerischen Ascona stattfindet. Das Festival wird von der Associazione Eventi letterari Monte Verità organisiert. Die künstlerische Leitung liegt bei dem in Zürich lebenden Übersetzer und Journalisten Stefan Zweifel in Zusammenarbeit mit der Journalistin und Literaturkritikerin Maike Albath und dem Regisseur Stefano Knuchel.

## Geschichte
Seit mehr als einem Jahrhundert ist der Monte Verità ein Ort der Begegnung und des Ideenaustauschs. Eine utopische Gemeinschaft von Anarchisten, Philosophen, Künstlern und Schriftstellern sowie Nudisten und Vegetariern hatte sich Anfang des 20. Jahrhunderts dort niedergelassen und suchte gemeinsam nach Authentizität und Gedankenfreiheit.
Im Jahr 2013 gründete die Associazione Eventi letterari Monte Verità die Eventi letterari. Das Festival ist bestrebt, den Geist und die Atmosphäre der Kulturdebatten jener Zeit wieder aufleben zu lassen. Heutige Schriftsteller, Philosophen, Künstler und Denker sind jedes Jahr aufgerufen, die Erinnerung an das 20. Jahrhundert und seine Wurzeln mit Konzepten und Erfahrungen der Gegenwart zu konfrontieren.
Bislang haben u. a. folgende Autoren an den Eventi letterari teilgenommen: Swetlana Alexijewitsch, Alessandro Baricco, Tahar Ben Jelloun, Ann Cotten, Rachel Cusk, Erri De Luca, Claudia Durastanti, Giuliano da Empoli, David Grossman, Durs Grünbein, Hanif Kureishi, Michael Lentz, Kim de l’Horizon, Claudio Magris, Alberto Manguel, Melania Mazzucco, Tom McCarthy, Ian McEwan, Herta Müller, Adolf Muschg, Orhan Pamuk, Marion Poschmann, Christoph Ransmayr, Milo Rau, Judith Schalansky, Raoul Schrott, Merlin Sheldrake und Ingo Schulze, Manuel Vilas.
Nach den ersten sechs Veranstaltungen, die sich unter der Leitung des Dichters und Übersetzers Joachim Sartorius mit dem Thema Utopie beschäftigten, übernahm 2019 der Journalist und Schriftsteller Paolo Di Stefano die künstlerische Leitung des Festivals. Bis 2022 kuratierte er die Inhalte in Zusammenarbeit mit der Journalistin und Literaturkritikerin Maike Albath und dem Journalisten Maurizio Canetta. 2023 übernahm Stefan Zweifel die Leitung in Zusammenarbeit mit Maike Albath und dem Regisseur Stefano Knuchel. Raphaël Brunschwig ist seit 2021 Präsident des Festivals, Carmen Werner obliegt seit 2018 die operative Leitung.
Das Festival dauert vier Tage, von Donnerstag bis Sonntag, und findet normalerweise in der Woche vor Ostern statt. Alle Veranstaltungen werden im Saal «Balint» auf dem Monte Verità durchgeführt. Der Eröffnungs- und der Abschlussevent werden im PalaCinema in Locarno abgehalten.

## El MoVe
Seit der ersten Durchführung organisieren die Eventi letterari El MoVe (früher: Cenacolo del Monte Verità), einen Workshop für junge Schriftsteller aus den verschiedenen Sprachregionen der Schweiz, der von einem namhaften Schriftsteller oder einer namhaften Schriftstellerin koordiniert wird.
In einer Zeit, in der «In einer Epoche, in der dem Denken und der Kontemplation immer weniger Zeit eingeräumt wird», will El MoVe eine Atmosphäre des Zuhörens und des Austauschs zwischen Künstlern schaffen, die in der Tradition des Monte Verità stehen. Die bisherigen Ausgaben von El MoVe wurden von Vanni Bianconi, Anna Ruchat, Paolo Di Stefano, Michela Murgia, Alessandro Leogrande, Prisca Agustoni, Fabio Pusterla, Matteo Terzaghi,  Michael Taussig und Stefano Knuchel geleitet. Seit 2019 wird er von der Universität Lugano unterstützt.

## Enrico Filippini Preis
Alljährlich wird im Rahmen des Festivals der Preis zum Gedenken an Enrico Filippini (1932–1988) verliehen. Filippini war zunächst Lehrer in Ascona, übersetzte später die Texte von Husserl, Walter Benjamin, Grass, Frisch und Dürrenmatt, zudem arbeitete er in den Verlagen Feltrinelli, Saggiatore und Bompiani. Der von Irene Bignardi und Paolo Mauri ins Leben gerufene «Enrico Filippini Preis» zeichnet Initiativen und Persönlichkeiten aus, die sich in der Verlagswelt durch Mut, Kreativität und Innovationsgeist hervorheben.

### Preisträger
- 2013: Bernard Comment
- 2014: Klaus Wagenbach
- 2015: Renata Colorni
- 2016: Teresa Cremisi
- 2017: Romano Montroni
- 2018: Jorge Herralde
- 2019: Elisabetta Sgarbi, La Nave di Teseo
- 2020: Emilia Lodigiani und Pietro Biancardi, Iperborea
- 2021: Jean Richard, Éditions d’en bas
- 2022: Philipp Keel, Diogenes Verlag
- 2023: Andreas Rötzer, Matthes & Seitz Berlin
- 2024: L'orma editore